# Distretto di Sitapur
Il distretto di Sitapur è un distretto dell'Uttar Pradesh, in India, di 3 616 510 abitanti. È situato nella divisione di Lucknow e il suo capoluogo è Sitapur.